# Lanao-See
Der Lanao-See (auf Maranao: Ranao oder Ranaw) ist einer der größten Seen auf den Philippinen und befindet sich im Zentrum der Provinz Lanao del Sur auf der Insel Mindanao.
Der See liegt 701,35 m über dem Meeresspiegel, hat eine Fläche von 354,6 km² und einen Umfang von 115 km.
An seiner breitesten Stelle misst er 20 km, bei einer Länge von 33 km.
Er ist damit der zweitgrößte See auf den Philippinen und der größte See auf Mindanao.
Die größte Stadt an seinem Ufer ist Marawi City, die Hauptstadt der Provinz Lanao del Sur.

## Geographische Informationen
Der Lanao-See liegt eingebettet zwischen zwei Bergzügen und einem eingefallenen Vulkan. Er gehört zu den 15 ältesten Seen auf der Erde. Sein Alter wird auf über zwei Millionen Jahre geschätzt.
In dem sich aus dieser Formation bildenden Becken staute sich der See bis zu seiner heutigen Ausdehnung an.
Die tiefste Stelle misst 112 m, während der See eine durchschnittliche Tiefe von 60,3 m hat.
In seinen nördlichen Regionen ist das Seebecken eher seichter und nimmt zum Süden hin stetig an Tiefe zu.
Der See wird gespeist von vier Flüssen. Der einzige Ausfluss ist der Agus, der in nordwestlicher Richtung über zwei Kanäle in die Bucht von Iligan fließt. Einer der beiden Kanäle strömt über den María-Cristina-Wasserfall, der andere über die Linamon-Wasserfälle.
Ein Wasserkraftwerk am Lanao-See und dem Agus-Fluss (Agus IV) produziert ein Großteil der elektrischen Energie für die Einwohner von Mindanao. Die Kapazität deckt etwa 70 % des Strombedarfs der Insel. Südwestlich des Sees liegt der Dapao-See.

## Biologische Informationen
Der See beheimatete 17 Arten von endemischen Karpfenfischen der Gattung Barbodes und von denen 15 inzwischen durch die Einführung nicht einheimischer Arten ausgestorben sind. Außerdem leben eine große Anzahl von Wasservögeln am See.
Im Oktober 2006 entdeckte man nach einer Untersuchung der Mindanao State University eine massive Ausbreitung von Algen im Lanao-See. Die Verbreitung der Algen ist laut der Studie auf die andauernde Einleitung von Abwasser und landwirtschaftliches Missmanagement zurückzuführen.
Nach offiziellen Aussagen des Ministeriums für Landwirtschaft und des Amts für Fischerei und Wasserschutz sind Erderosionen durch willkürliche Abholzung und maßlose Landwirtschaft die auslösenden Faktoren für die massive Ausbreitung der Algen im See.

## Mythologie
Ein Mythos des Volkes der Marano, die um den See siedeln, beschreibt die Entstehung des Lanao-Sees so:
Vor langer Zeit, als es den Lanao-See noch nicht gab, da blühte ein mächtiges Sultanat mit dem Namen Mantapoli in dieser Gegend. Die Bewohner des Sultanats waren zahlreich und vermehrten sich sehr rasch.
Die Welt war zu dieser Zeit in zwei Regionen geteilt. Sebangan hieß der östliche, Sedpan der westliche Teil. Durch die exzessive Ausbreitung der Menschen aus Mantapoli, das zur östlichen Region gehörte, war die Welt ins Ungleichgewicht geraten.
Dies fiel dem Erzengel Diabarail (für die Christen der Erzengel Gabriel) auf. In Absprache mit Allah versammelte er eine Schar Engel und nutzte die Dunkelheit einer von Allah erzeugten Sonnenfinsternis, um die Menschen von Mantapoli mitsamt ihren Häusern, ihrem Vieh und ihren Äckern verschwinden zu lassen und zum Mittelpunkt der Erde zu schicken.
Die Mulde, die diese Aktion hinterließ, füllte sich im Folgenden langsam mit Wasser und wurde zum Lanao-See.
Als der Wasserspiegel unaufhörlich anstieg, wandte sich der Engel Diabarail erneut an seinen Gott. Dieser befahl, die vier Winde der Welt herbeizurufen, um dem See mithilfe ihrer Kraft einen Abfluss zu verschaffen. Mit überwältigender Anstrengung und nach zahlreichen Versuchen gelang es den Winden schließlich, am nördlichen Ufer einen Ausfluss zu formen, der den Agus erhielt.